# Stewart MacLaren
Stewart MacLaren (Larkhall, 6 april 1953) is een voormalige Schots voetballer, die als verdediger speelde. 
MacLaren speelde voor Motherwell, Dundee en Heart of Midlothian. Nadat hij in 1985 stopte, kreeg hij een carrière in de automobielsector.